# Антонюк, Георгий Александрович
Гео́ргий Александро́вич Антоню́к (род. 13 ноября 1942 года, д. Мацы, Кобринский район, Брестская область, БССР) — советский и белорусский учёный, профессор (1992), доктор философских наук (1990), социолог, философ, футуролог-социальный инженер-методолог социальной инженерии и системного подхода в социологии.

## Биография
Родился 13 ноября 1942 года в д. Мацы Кобринского района Брестской области на временно оккупированной фашистской Германией территории в крестьянской семье, отец Антонюк Александр Борисович (1911—2003) был кузнецом, мать Антонюк (Ефимук) Надежда Даниловна (1924—1996) была полеводом как в единоличном хозяйстве до коллективизации, так и в колхозе после коллективизации (с 1949).
В 1949—1953 годах учился в начальной школе в д. Мацы, в 1953—1959 годах — в средней школе в д. Стригово, окончил 10 классов. Закончил Могилёвский машиностроительный техникум (1959—1962), получил специальность «техник-технолог сварочного производства». С 1962 по 1965 год проходил действительную службу в Советской армии. Закончил дневное отделение философского факультета Ленинградского государственного университета по специальности «философ» (1965—1970). Закончил очное отделение аспирантуры Института философии и права Академии наук Белорусской ССР (ныне НАН Беларуси) в Минске (1970—1973). В 1974 году защитил кандидатскую диссертацию по теме «Системный подход в социологическом исследовании (методологические проблемы исследования взаимоотношения социальной системы и её компонентов)» (кандидат философских наук).
Младший, а затем старший научный сотрудник Института философии и права Академии наук БССР (сейчас Институт философии Национальной академии наук Беларуси) (1973—1980), участвовал в проведении прикладных социологических исследований.
С 1980 по июнь 2004 — преподаватель кафедры философии Академии наук БССР (Национальной Академии наук Беларуси) (старший преподаватель, доцент, профессор). В 1990 году защитил докторскую диссертацию по теме «Социальное проектирование (теоретико-методологический аспект)» (доктор философских наук).

## Семья
Жена — Антонюк (Бендега) Любовь Адамовна (1949—2006) — доктор филологических наук, учёный в областях белорусской грамматики, лексики и терминологии, профессор, познакомились и поженились (1971) во время учёбы в аспирантуре в Академии наук БССР. Дети — дочери Надежда (1972) и Марина (1977), сын Александр (1989).

## Научная деятельность
Кандидатская диссертация посвящена методологии системного подхода в социологических исследованиях. Докторская диссертация посвящена теории и методологии проектирования социальных отношений в управлении обществом. Основной круг исследований — общемировоззренческие проблемы, методологические проблемы системного подхода в социологическом исследовании, социальной инженерии и социально-инженерного подхода в социальном управлении, в том числе социального проектирования, проблемы социального предвидения, социального спасения, социальной идеализации, идеологии, философии, в том числе истории философии, религии, идеологической веры, общества, государства, политики, власти, сознания, рационального и идеологического мышления, предметной рациональной и идеологической логики, проблемы национально-этнических отношений, объективной цели человечества, жизнеспособности и интеграции человечества.

## Научные труды
Опубликовано свыше 70 научных работ на бумажном носителе и свыше 100 научных работ выложены для всеобщего доступа в Интернете.

### Диссертации
- Кандидатская диссертация: «Системный подход в социологическом исследовании (методологические проблемы исследования взаимоотношения социальной системы и её компонентов)» (Минск, 1974).[3]
- Докторская диссертация: «Социальное проектирование (теоретико-методологический аспект)»(Минск, 1990).[4]

### Монографии
- Антонюк Г.А. «Социальное проектирование (некоторые методологические аспекты)». — Минск: «Наука и техника», 1978. — 128 с. — 1550 экз.
- Антонюк Г.А. «Социальное проектирование и управление общественным развитием: Теоретико-методологический аспект». — Минск: «Наука и техника», 1986. — 205 с. — 1210 экз.
- Антонюк Г.А. «Рациональное и идеологическое мышление». — Ridero, 2021. — 1168 с. — ISBN 9785005532381. Архивировано 21 октября 2021 года.

### Статьи
- «Социальное творчество и конструктивно-инженерный подход к управлению общественными процессами» // «Методологические проблемы научного знания» : сборник. — Минск: «Наука и техника», 1983.
- «Социальное проектирование в процессе практического применения социальных знаний» // «Социально-философские проблемы производства и применения научных знаний» : сборник. — Минск: Навука i тэхніка, 1992.
- «Западные полешуки: их путь во всемирной истории (краткая историческая справка» // «Збудінне» : газета. — Минск: Ініцыятыўная рада Руху за Адраджэньне Яцьвязі, 1993. — № 6.
- «Социальное спасение (основы теории)» // «Белорусская газета». — Минск, 1996. — № 28.
- «Марксистская философия, вера и новый рационализм» // «Гуманитарно-экономический вестник» : журнал. — Минск: ЗАО «Веды», 1997. — № 4.
- «Идеология, идеализация и вера» // «Гуманитарно-экономический вестник» : журнал. — Минск: ЗАО «Веды», 1998. — № 2.
- «Социальная идеализация, идеология и общество» // «Гуманитарно-экономический вестник» : журнал. — Минск: ЗАО «Веды», 1998. — № 4.
- «Идеология и государство» // «Субъективные притязания и объективная логика в развитии общества переходного типа: Материалы междунар. науч. конф., 26-27-нояб. 1998 г., Гродно, Респ. Беларусь» : сборник. — Гродно: Гродн. гос. ун-т им. Янки Купалы, 1998.
- «Идеологи и правители (антиидеологическая защита государства и его правителей)» // «Гуманитарно-экономический вестник» : журнал. — Минск: ЗАО «Веды», 1999. — № 2.
- «Нация Беларуси» // «Этносоциальные и конфессиональные процессы в современном обществе» : сборник. — Гродно: Гродн. гос. ун-т им. Янки Купалы, 2000.
- «Национальная идея» // «Этносоциальные и конфессиональные процессы в современном обществе» : сборник. — Гродно: Гродн. гос. ун-т им. Янки Купалы, 2000.
- «Соединённые штаты мира» // под редакцией Ч. С. Кирвеля Восточнославянские страны в эпоху глобализации: выбор путей развития: материалы международной научной конференции, 26―27 ноября 2003 г., Гродно, Республика Беларусь : сборник. — Гродно: Гродн. гос. ун-т им. Янки Купалы, 2003.
- «Белоруссияне» // под редакцией Ч. С. Кирвеля Восточнославянские страны в эпоху глобализации: выбор путей развития: материалы международной научной конференции, 26―27 ноября 2003 г., Гродно, Республика Беларусь : сборник. — Гродно: Гродн. гос. ун-т им. Янки Купалы, 2003.
- «Объективная цель человечества и его стандартизация» // под редакцией Ч. С. Кирвеля Восточнославянские страны в эпоху глобализации: выбор путей развития: материалы международной научной конференции, 26―27 ноября 2003 г., Гродно, Республика Беларусь : сборник. — Гродно: ГрГУ, 2003.
- Георгий Антонюк. Резюме концепции чистого (пурического) рационализма Георгия Антонюка (Георгий, Heorhi) о предметной логике мышления (2018). demiurgos.forum2x2.ru. Дата обращения: 29 апреля 2019..